# Thánh Đa Minh
Thánh Đa Minh O.P., còn gọi là thánh Đôminicô (tiếng Tây Ban Nha: Santo Domingo; tiếng Latinh: Sanctus Dominicus; 8 tháng 8 năm 1170 - 6 tháng 8 năm 1221), là một linh mục Công giáo người Tây Ban Nha và là người sáng lập ra Dòng Anh Em Giảng Thuyết, thường gọi là Dòng Đa Minh. Ông còn là vị thánh quan thầy của các nhà thiên văn học và tự nhiên học. Theo truyền thống, thánh Đa Minh cùng với dòng Anh Em Giảng Thuyết được cho là có công trong việc rao giảng và phổ biến Kinh Mân Côi. Ông còn có một số tên gọi khác, đó là Đôminicô của Osma, Đôminicô xứ Caleruega và Domingo Félix de Guzmán.

## Cuộc đời

### Thời niên thiếu
Thánh Đa Minh sinh ngày 8 tháng 8 năm 1170 tại Caleruega, một thị trấn nằm giữa hai thị trấn khác là Osma và Aranda de Duero thuộc vùng Cựu Castile của vương quốc Tây Ban Nha. Tên của ông được đặt theo thánh Đa Minh Silos, và đan viện dòng Biển Đức mang tên vị thánh này chỉ cách Caleruega một vài dặm về phía Bắc.
Tên của cha mẹ thánh Đa Minh không được đề cập đến theo tường thuật của chân phước Jordan von Sachsen O.P.. Truyện kể rằng trước khi thánh Đa Minh chào đời, người mẹ hiếm hoi của ông đã hành hương đến đan viện Thánh Đa Minh Silos, và trong khi ngủ bà đã nằm mơ thấy một con chó nhảy ra khỏi bụng mình, trong miệng ngậm một ngọn đuốc rực lửa và dường như muốn châm lửa đốt cả Trái Đất. Câu chuyện này có thể đã xuất hiện sau khi dòng tu mang tên ông trở nên nổi tiếng, tức là dòng Anh Em Giảng Thuyết hay còn gọi là dòng Đa Minh (tiếng Latinh: Dominicanus), và sự xuất hiện của lối chơi chữ Domini canis (n.đ. 'Con chó của Thiên Chúa'). Chân phước Jordan cũng nói thêm rằng thánh Đa Minh được hưởng sự dưỡng dục từ cha mẹ đẻ cùng một người bác bên họ ngoại khi ấy đang làm tổng giám mục. Việc chân phước Jordan không nêu tên cha mẹ thánh Đa Minh không phải là không bình thường, vì vị chân phước này chỉ thuật lại những năm đầu của dòng Anh Em Giảng Thuyết chứ không chú trọng vào tiểu sử của thánh Đa Minh. Về sau, một nguồn tư liệu thế kỷ 13 đã thuật lại rằng tên của cha mẹ thánh Đa Minh là Felix và Juana. Gần một thế kỷ sau ngày thánh Đa Minh chào đời, một tác giả ở địa phương đã khẳng định rằng cha của thánh Đa Minh là "vir venerabilis et dives in populo suo" (n.đ. 'một người đàn ông đáng kính và giàu có của làng'). Tường thuật của Pero Tafur (viết vào năm 1439 về cuộc hành hương của ông đến mộ thánh Đa Minh ở Italia) cho rằng cha của thánh Đa Minh thuộc dòng dõi gia tộc Guzmán và mẹ ông thuộc gia tộc Aza (Aça). Mẹ của thánh  Đa Minh, bà Juana de Aza, được Giáo tông Leo XII tuyên chân phước vào năm 1829. Anh của ông là Manés cũng được tuyên chân phước dưới triều Giáo tông Gregorius XVI.

### Giáo dục và công tác

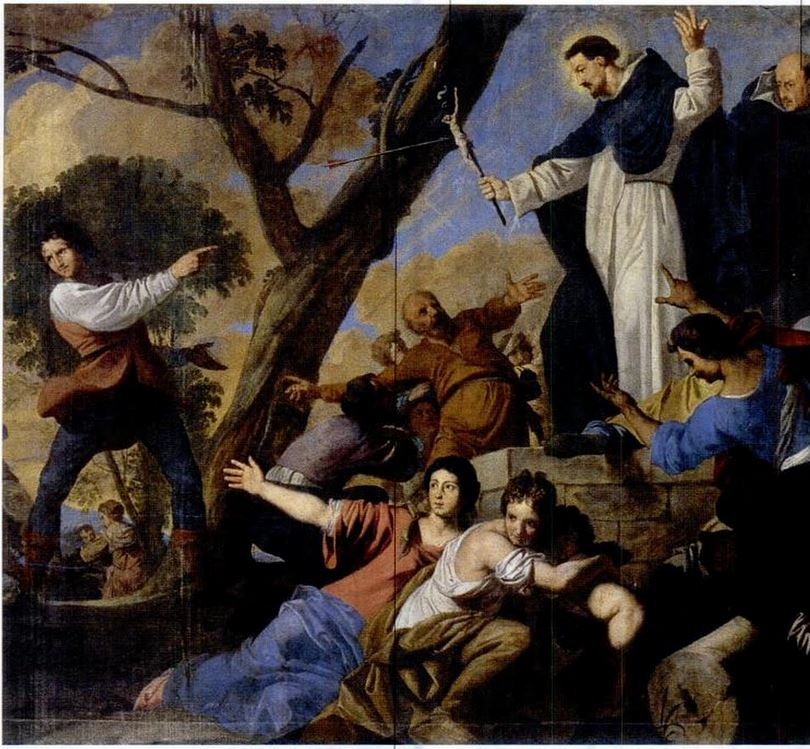
Bức tranh thánh Đa Minh cùng Công tước Simon de Montfort nâng cao cây Thánh giá trước những tín đồ phái Albi, tranh của Daniel van den Dyck

Năm lên 14 tuổi, ông được gửi vào tu viện Santa María de La Vid thuộc dòng Kinh sĩ Prémontré và sau đó được chuyển sang học lên cao ở Palencia. Tại đây, ông đã dành ra 6 năm để học các môn nghệ thuật và 4 năm học thần học. Ông cũng từng gia nhập tu viện Santa María de La Vid.
Năm 1191, khi nước Tây Ban Nha bị tàn phá bởi nạn đói, cậu sinh viên Đa Minh đã phân phát số tiền mình có và bán đi quần áo, đồ nội thất, cùng các sách vở quý giá của mình để cung cấp lương thực cho những người đói. Ông được cho là đã bảo với các bạn đồng học của mình rằng: "Làm sao tôi có thể học trên những tấm da chết trong khi dân sự đang chết dần vì đói?"
Năm lên 24 tuổi, Đa Minh thụ phong chức linh mục và gia nhập hội kinh sĩ của Nhà thờ chính tòa Osma. Bốn năm sau, Giám mục Osma là Don Martin de Bazan đã nâng ông lên làm phó trưởng hội kinh sĩ sau khi hoàn thành cải cách hội này.
Năm 1201, Giám mục Don Martin de Bazan của giáo phận Osma qua đời và người kế nhiệm ông là Giám mục Diego de Acebo. Vào năm 1203 (hay 1204), Linh mục Đa Minh đã tháp tùng Giám mục de Acebo đến Đan Mạch để tìm cô dâu cho Thái tử Ferdinand theo lệnh của Vua Alfonso VIII của Castile. Trên đường đến Đan Mạch, họ đã ghé qua nước Aragon và miền nam nước Pháp. Cuộc thương thuyết của hai ông đã thành công, tuy nhiên vị công chúa Đan Mạch đã qua đời trước khi lên đường về nước Castile. Trên đường trở về, Linh mục Đa Minh và Giám mục de Acebo đã gặp mặt các tu sĩ dòng Xitô, lúc ấy được Giáo tông Innocentius III phái tới miền Nam nước Pháp để thuyết giảng cho những tín đồ phái Albi – một giáo phái Kitô giáo với niềm tin mang tính ngộ đạo và nhị nguyên bị Giáo hội Công giáo coi là lạc giáo. Hai ông cho rằng nguyên nhân khiến việc thuyết giảng của các tu sĩ dòng Xitô không gặt hái được thành quả đó là do lối sống tiêu pha và hào nhoáng của họ, trái ngược hẳn với lối sống khổ hạnh của các tín đồ Albi. Do đó, Linh mục Đa Minh và Giám mục de Acebo đã chọn cho mình lối sống khổ hạnh hơn và khởi sự chương trình thuyết giảng cho các tín đồ Cathar ở miền nam nước Pháp.

### Giảng thuyết tại Prouille

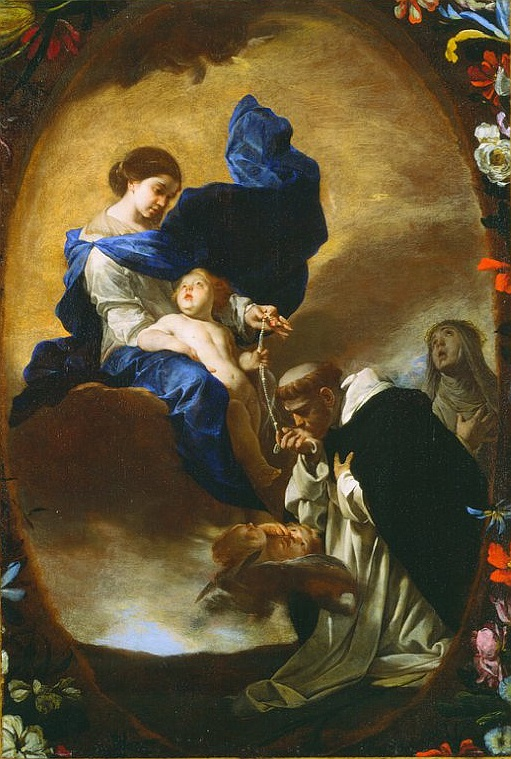
Thị kiến thánh Đa Minh lãnh nhận chuỗi mân côi từ tay Đức Trinh Nữ, tranh của Bernardo Cavallino

Cuối năm 1206, Giám mục de Acebo và các thầy tùy tùng đã thiết lập một cộng đoàn tại Tu viện Đức Mẹ Prouille ở nước Pháp. Giám mục Folquet de Marseille của giáo phận Toulouse đã cho phép họ sử dụng nhà nguyện của tu viện ấy. Ban đầu nhà nguyện được dùng làm nơi cư trú của các phụ nữ từng sống trong những hộ gia đình theo phái Cathar cũng như làm trụ sở đầu tiên cho các hoạt động của cộng đoàn. Các nữ tu đầu tiên của thành Prouille phải sống ở Fanjeaux một thời gian vì tu viện dành cho họ ở thành Prouille chưa được sửa sang lại. Thánh Đa Minh trao cho cộng đoàn nữ tu Tu luật thánh Augustinus.
nhiều cuộc tranh luận giữa người Công giáo và tín đồ Cathar diễn ra tại các xã Verfeil, Pamiers và Montréal ở miền Nam nước Pháp. Sau khi tuân lệnh Giáo tông Innocentius III mà trở về giáo phận Osma một thời gian, Giám mục Diego de Acebo qua đời tại Osma vào tháng 12 năm 1207 và phó thác sứ vụ cho một mình Linh mục Đa Minh.

#### Thị kiến Đức Maria và tràng chuỗi Mân Côi
Theo truyền thống của dòng Anh Em Giảng Thuyết thì vào năm 1208, Linh mục Đa Minh được thấy thị kiến Đức Nữ Đồng trinh Maria tại nhà nguyện ở Prouille. Tại đó, Đức Bà đã trao cho ông một tràng chuỗi Mân Côi và nhờ đó Giáo hội phong cho Bà danh hiệu Đức Mẹ Mân Côi.
Theo Hội Bollandist, câu truyện kể về thị kiến Đức Maria của Linh mục Đa Minh được cho là bắt nguồn từ một thị kiến của tu sĩ Alanus de Rupe O.P. nên không thể coi thị kiến Đức Maria của Linh mục Đa Minh là có thật trong lịch sử.
Nhờ có sự rao giảng của các tu sĩ dòng Anh Em Giảng Thuyết mà tràng chuỗi Mân Côi được ngày càng nhiều người biết đến; và thực sự chuỗi Mân Côi đã trở nên rất quan trọng đối với dòng Anh Em Giảng Thuyết trong nhiều thế kỷ. Giáo tông Pius XI từng nhận định rằng Kinh Mân Côi "là nguyên lý và là nền tảng mà các tu sĩ dòng Anh Em Giảng Thuyết dựa vào trong hành trình nên thánh giữa đời và hỗ trợ mọi người đạt đến ơn cứu độ."

### Sáng lập dòng Anh Em Giảng Thuyết

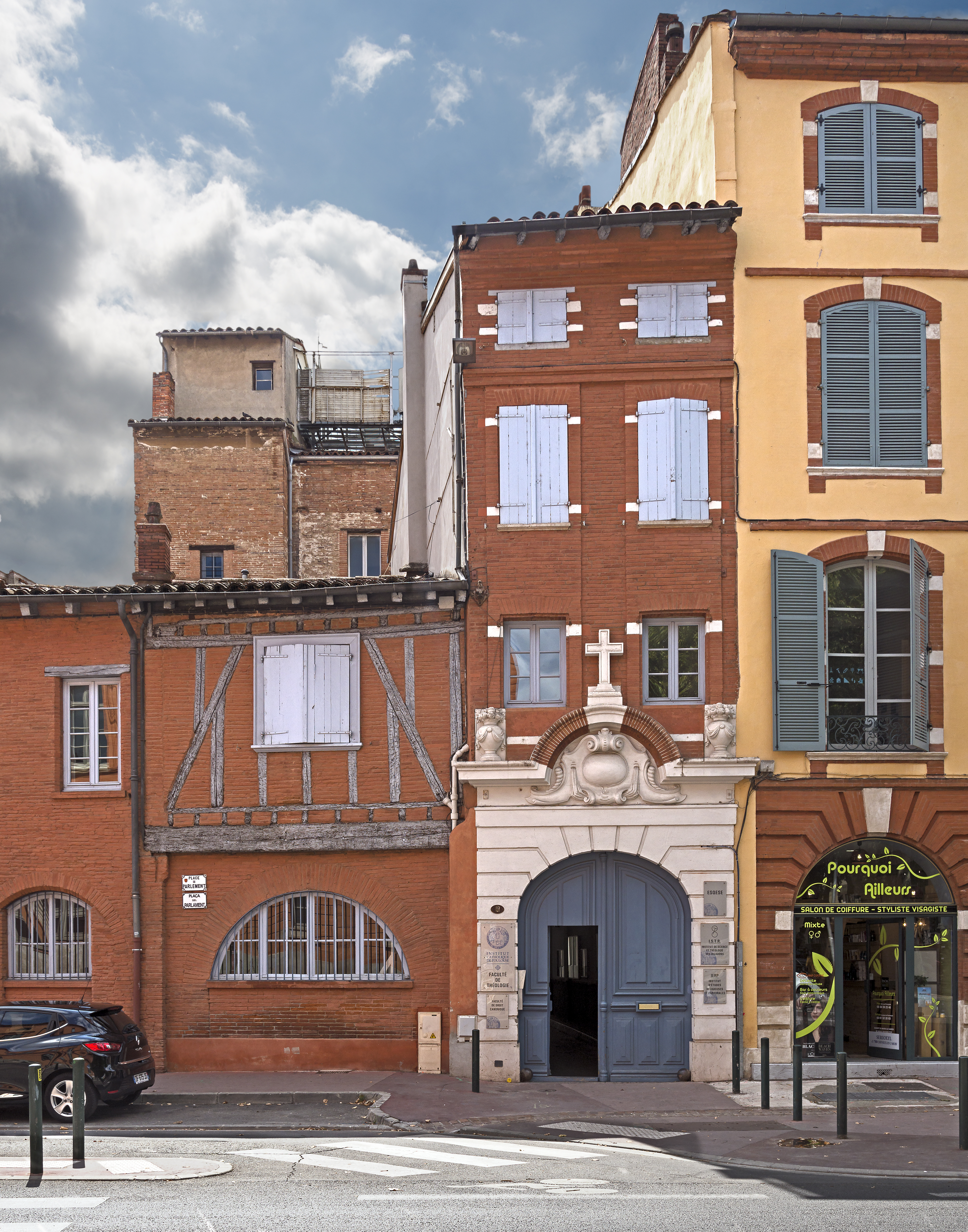
Nơi ở của linh mục Đa Minh tại Toulouse

Vào năm 1215, Linh mục Đa Minh cùng 6 thầy tùy tùng đã thành lập một cộng đoàn tại một ngôi nhà ở thành Toulouse do phú ông Pierre Seilha tặng lại cho vị linh mục. Linh mục Đa Minh nhận thấy cộng đoàn cần một phương thức tổ chức mới để giải quyết nhu cầu về đời sống thiêng liêng của người dân thành thị, hòa trộn giữa sự tận tâm phục vụ với việc học tập có hệ thống, cùng tạo điều kiện nhiều hơn cho các thành viên trong cộng đoàn của mình so với trong các dòng đan tu hay giới giáo sĩ triều. Ông khuyến khích bản thân mình và các thầy tùy tùng sống đời sống cầu nguyện và thống hối như các đan sĩ. Giám mục Folquet de Marseille từng ban sắc chỉ cho phép Linh mục Đa Minh và các thầy tùy tùng rao giảng trên khắp lãnh thổ giáo phận Toulouse.
Cũng vào năm 1215, năm diễn ra Công đồng chung Laterano IV, Linh mục Đa Minh đã tháp tùng Giám mục Folquet thành Marseille trên đường đến Roma để xin châu phê thành lập của Giáo tông Innocentius III. Một năm sau, Linh mục Đa Minh lên Roma thêm một lần nữa và được tân Giáo tông Honorius III ban sắc chỉ thành lập Ordo Prædicatorum ("dòng Anh Em Giảng Thuyết").
Vào mùa đông năm 1216–1217, tại tư gia của Hồng y Ugolino di Conti, Linh mục Đa Minh gặp ông Guglielmo di Monferrato, người về sau đã gia nhập dòng Anh Em Giảng Thuyết và trở thành bạn thân của Linh mục Đa Minh.

### Cuối đời
Chân phước, nữ tu Cecilia Cesarini O.P., người từng được Linh mục Đa Minh tiếp nhận vào dòng, từng miêu tả rằng Thánh Đa Minh "… có vóc dáng gầy gò và không quá cao. Gương mặt Người điển trai và có phần trắng trẻo. Người có tóc và râu màu nâu đỏ cùng đôi mắt xinh đẹp. Đôi tay của Người dài và mịn màng, còn giọng nói của Người thì vang vọng cách êm ái. Người không bao giờ bị hói đầu và luôn giữ đỉnh đầu trọc cùng vòng tóc cắt xung quanh, phía trên có điểm xuyết mấy cọng tóc bạc."

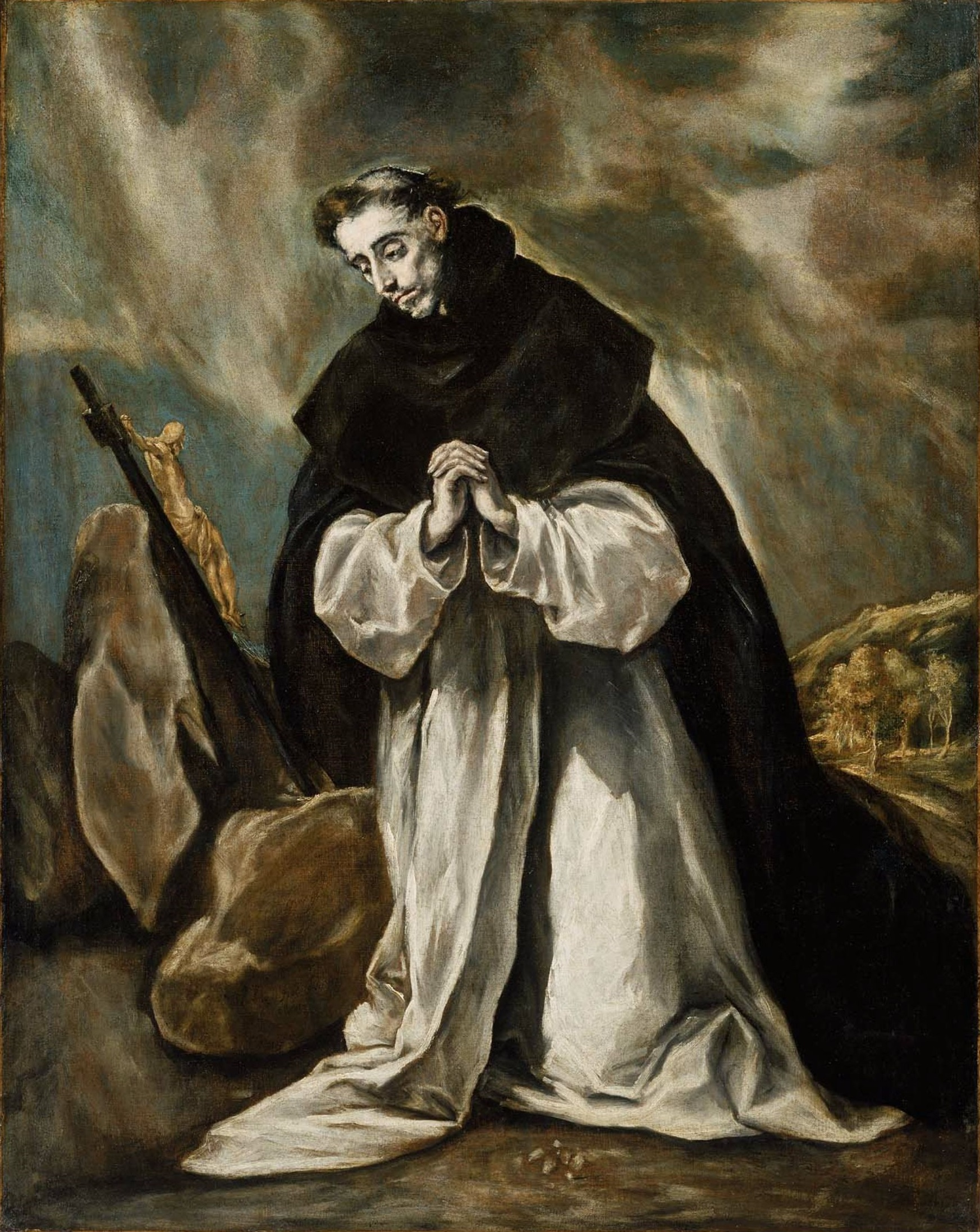
Thánh Đa Minh cầu nguyện, tranh vẽ của họa sĩ El Greco

Mặc dù Linh mục Đa Minh từng di chuyển với tần suất dày đặc để giữ liên lạc giữa các cộng đoàn tu sĩ, ông đã chọn đặt trụ sở của Dòng tại Roma. Vào năm 1219, Giáo tông Honorius III đã mời Linh mục Đa Minh cùng các anh em đến sinh sống tại một vương cung thánh đường cổ kính ở thành Roma có tước hiệu Santa Sabina, và đến đầu năm 1220 thì họ dọn vào thánh đường ấy. Trước thời điểm này, các tu sĩ nam cư trú cách tạm thời tại đan viện San Sisto Vecchio ở thành Roma, là nơi mà Giáo tông Honorius III đã phú cho Linh mục Đa Minh vào khoảng năm 1218 và dự trù thiết lập một đan viện dành cho các nữ tu thành Roma do Linh mục Đa Minh cải cách và linh hướng. Dòng Anh Em Giảng Thuyết được sáng lập cách chính thức tại đan viện Santa Sabina sau khi Giáo tông Honorius III chuyển giao quyền sở hữu tài sản cho Dòng Anh Em Giảng Thuyết vào ngày 5 tháng 6 năm 1222, mặc dù các anh em đã cư trú ở đan viện này từ năm 1220. Bên trong đan viện Santa Sabina có một học viện (lược dịch từ studium conventuale); đây là học viện đầu tiên của dòng tại thành Roma và là tiền thân của một trường đại học (lược dịch từ studium generale) tại vương cung thánh đường Santa Maria sopra Minerva. Trường đại học này được chuyển đổi thành Học viện Thánh Tôma (tiếng Latinh: Collegium Divi Thomæ) vào thế kỷ 16, và đến thế kỷ 20 thì trở thành Viện Giáo tông đại học Thánh Tôma Aquinô, nay tọa lạc tại khuôn viên Nhà thờ Santi Domenico e Sisto.
Linh mục Đa Minh đặt chân đến Bologna vào ngày 21 tháng 12 năm 1218. Tại đây, thầy Réginald d'Orléans O.P. đã thiết lập một đan viện tại nhà thờ Mascarella. Do số lượng tu sĩ xin nhập dòng tại Bologna ngày càng nhiều mà đan viện Mascarella thì lại khá chật hẹp nên thầy Réginald d'Orléans quyết định di dời cộng đoàn Bologna sang nhà thờ San Nicolò delle Vigne. Linh mục Đa Minh đã lưu lại đan viện này trong vòng 2 kỳ họp đầu tiên của Tổng Hội kinh sĩ Dòng.
Theo Jean Guiraud, Linh mục Đa Minh luôn kiêng thịt, "giữ chay cũng như thinh lặng trong những ngày đã định", "ăn ở tại những chỗ thấp hèn nhất cùng bận những trang phục bình dân nhất", và "không bao giờ cho phép bản thân nằm trên giường". Tác giả Jean Guiraud cũng cho rằng Linh mục Đa Minh thường bộ hành với đôi chân trần và rằng "mỗi khi gặp trời mưa hay bất kể một sự khó khăn nào, môi của ông không thốt lên một lời nào khác ngoài những lời chúc tụng Thiên Chúa."

Linh mục Đa Minh qua đời ngày 6 tháng 8 năm 1221, hưởng thọ 50 tuổi. Theo tác giả Guiraud, thánh Đa Minh qua đời do "kiệt sức vì những sự khổ hạnh và lao nhọc trong sự nghiệp của mình". Ông trông "mệt mỏi, ốm yếu do mắc bệnh sốt" khi đặt chân lần cuối cùng tới tu viện San Nicolò delle Vigne tại Bologna, Italia. Tác giả Guiraud phát biểu rằng thánh Đa Minh đã "cho các thầy tu đặt ông lên một sấp bao bố được trải phẳng trên sàn" và rằng "trong khoảng thời gian ngắn ngủi cuối đời của Linh mục Đa Minh, ông đã khuyên nhủ các anh em trong Dòng phải sống lòng bác ái, giữ gìn đức khiêm nhường và sinh hoa trái bằng đức khó nghèo". Ông qua đời vào trưa ngày 6 tháng 8 năm 1221. Linh cữu của ông được cải táng sang một cái quách đá đơn sơ vào năm 1223. Linh mục Đa Minh được Giáo tông Gregorius XI tuyên hiển thánh vào năm 1234. Đến năm 1267, toàn bộ hài cốt của Thánh Đa Minh được đặt vào một hòm bia với tên gọi là Arca di San Domenico, nay tọa lạc tại Vương cung thánh đường Thánh Đa Minh, Bologna.

## Danh mục
- Guiraud, Jean (1913). Saint Dominic. Duckworth.